# Stopverf
Stopverf of mastiek in klassieke vorm is een stug mengsel, gemaakt van krijtpoeder en lijnolie of sojaolie. Het mengsel wordt gebruikt voor het stoppen, dat is dichtmaken van gaten of scheuren in houtwerk en het aanstoppen van ruiten in glassponningen. De plantaardige olie in klassieke stopverf dringt gemakkelijk in de ondergrond, droogt langzaam, kan verzepen en gaat zweten in de voorraadpot of bus. Bij verbeterde stopverf wordt daarom een kunsthars toegevoegd aan het mengsel.
Omdat stopverf nauwelijks in staat is om zettingen, uitzetten en krimpen in de bouwdelen op te vangen is het alleen geschikt voor het plaatsen van kleine ruiten.
Stopverf is oxidatief drogend, dat wil zeggen: het droogt door opname van zuurstof. Daarom mag het pas worden overgeschilderd, nadat het uitgehard is. De uithardingstijd hangt af van de soort en wordt door de fabrikant vermeld op de verpakking. Er zijn snel drogende en langzaam drogende soorten. Om opname in de ondergrond te voorkomen, met name bij hout, dient deze eerst te worden voorbehandeld met twee lagen verf, beits of lak. De samenstelling zou anders worden verstoord. 
Stopverf mag niet verdund worden met lijnolie, terpentine of iets dergelijks om het beter verwerkbaar te maken. Hierdoor wordt namelijk de samenstelling ontregeld. Stopverf kan beter verwerkbaar gemaakt worden door het enige tijd voor de verwerking in een verwarmd vertrek te leggen of in de handen te kneden.
In oudere types stopverf kan asbest verwerkt zitten.